# 菲氏平鮋
菲氏平鮋，為輻鰭魚綱鮋形目鮋亞目平鮋科的其中一種，為深海魚類，分布於中太平洋東部美國加州Monterey灣至Newport海域，棲息深度174-274公尺，體長可達43公分，棲息在礁石區底層水域，卵胎生，生活習性不明。